# Shin Kibayashi
Shin Kibayashi (樹林 伸 Kibayashi Shin, Tokio, Japón, 22 de julio de 1962) es un novelista y guionista de manga japonés. Bajo el nombre de Yuma Ando, recibió el Premio Manga de Kodansha 2003 por shōnen por escribir Kunimitsu no Matsuri. comparte con su hermana el seudónimo "Tadashi Agi" (亜 樹 直). Se graduó de la Escuela Secundaria Metropolitana de Musashi de Tokio y de la Facultad de Economía y Ciencia Política de la Universidad de Waseda.

## Seudónimos
Además del seudónimo de "Tadashi Agi", Shin Kibayashi también hace uso de otros seudónimos:
- Seimaru Amagi (天樹征丸 Amagi Seimaru)
- Yuya Aoki (青樹佑夜 Aoki Yūya)
- Yuma Ando (安童夕馬 Ando Yūma)
- Jouji Arimori (有森丈時 Arimori Jōji)
- Hiroaki Igano (伊賀大晃 Igano Hiroaki)
- Ryō Ryūmon (龍門諒 Ryūmon Ryō)
- S.K

## Trabajos

### Como Seimaru Amagi
- Kindaichi Shōnen no Jikenbo (金田一 少年 の 事件簿) (1992-presente Kodansha), idea original; traducción al inglés: Kindaichi Case Files (2004-2008 Tokyopop)
- Tantei Gakuen Kyū (探 偵 学園Q, Escuela Detective Q) (2001-2005 Kodansha)
- Rimōto (リ モ ー ト) (2002-2004 Kodansha); traducción al español: Remote (2004-2006 Tokyopop)
- Fatal Frame: Shadow Priestess (2014 DeNA)[2]

### Como Yuma Ando
- Tokyo Eighties (東京エイティーズ) (Shogakukan)
- Saikometorā Eiji (サイコメトラーEIJI, Psychometrer Eiji) (1996–2000 Kodansha)
- Kunimitsu no Matsuri (クニミツの政) (2001–2005 Kodansha)
- Shibatora (シバトラ) (2006–2009 Kodansha)
- Psychometrer (サイコメトラー) (2011-actualidad, Kodansha)
- Sherlock Bones (探偵犬シャードック) (2011-2013, Kodansha)
- Shinjuku DxD (新宿D×D) (2014-, Kodansha)

### Como Yuya Aoki
- Gettobakkāzu Dakkan'ya (ゲットバッカーズ -奪還屋-) (1999–2007 Kodansha); traducción al inglés: GetBackers (2004–2008 Tokyopop)
- Saiko Basutāzu (サイコバスターズ) (2003 Kodansha); traducción al inglés: Psycho Busters (2008–2009 Del Rey Manga)
- (2010-presente Kodansha); traducción al inglés: Oniwaka to Ushiwaka: Edge of the World

### Como Jōji Arimori
- Sunō Dorufin (スノードルフィン, Snow Dolphin)
- Asobotto Senki Gokū (アソボット戦記五九, Asobot Military History Goku) (2001–2002 Kodansha)

### Como Ryō Ryūmon
- Bloody Monday (ブラッディ・マンデイ) (2007–2009 Kodansha) con Kouji Megumi.

### Como Hiroaki Igano
- Area no Kishi (エリアの騎士 (The Knight in the Area), con Kaya Tsukiyama) (2006—2017 Kodansha)
- i Contact (ｉコンタクト, con Kaya Tsukiyama) (2021-Actualidad, Kodansha)

### Como Tadashi Agi
- Gakkou no kowai uwasa
- Kami no Shizuku
- Psycho Doctor
- Psycho Doctor Kai Kyousuke

## Otros medios
El 14 de enero de 2015, se anunció a través de Nintendo que Kibayashi está escribiendo la historia para el próximo decimocuarto juego de Fire Emblem, titulado Fire Emblem Fates y en Japón Fire Emblem if.